# Trouble Walkin'
Trouble Walkin' je druhé sólové studiové album kytaristy Ace Frehleyho, vydané 13. října 1989 vydavatelstvím Atlantic Records a Megaforce Records. Album bylo vydané po rozpadu skupiny Frehley's Comet. Toto album obsahuje významné hostující hudebníky, jako např.: Petera Crisse, Sebastiana Bacha, Rachela Bolana, Davea Saboa a další. Album obdrželo smíšené recenze, na žebříčku Billboard 200 skončilo až na 102. místě.

## Seznam skladeb
| Pořadí | Název             | Autor                                     | Délka |
| ------ | ----------------- | ----------------------------------------- | ----- |
| 1.     | Shot Full of Rock | Ace Frehley, Richie Scarlet               | 4:47  |
| 2.     | Do Ya             | Jeff Lynne                                | 3:47  |
| 3.     | Five Card Stud    | Frehley, Marc Ferrari                     | 4:01  |
| 4.     | Hide Your Heart   | Paul Stanley, Desmond Child, Holly Knight | 4:33  |
| 5.     | Lost in Limbo     | Frehley, Scarlet                          | 4:10  |
| 6.     | Trouble Walkin'   | Bill Wray, Phil Brown                     | 3:08  |
| 7.     | 2 Young 2 Die     | Frehley, Scarlet                          | 4:29  |
| 8.     | Back to School    | Frehley, John Regan                       | 3:43  |
| 9.     | Remember Me       | Frehley, James Carter Cathcart            | 5:01  |
| 10.    | Fractured III     | Frehley, Regan                            | 6:48  |

## Obsazení
- Ace Frehley – sólová kytara, zpěv
- Richie Scarlet – rytmická kytara, zpěv (7)
- John Regan – baskytara
- Anton Fig – bicí

### Hostující
- Peter Criss – perkuse, doprovodný zpěv (4, 6, 7, 8)
- Sandy Salvin – bicí (6)
- Sebastian Bach – doprovodný zpěv
- Rachel Bolan – doprovodný zpěv
- Dave Sabo – doprovodný zpěv